# Lenna (Lombardia)
Lenna (lombardul: Lèna) település Olaszországban, Lombardia régióban, Bergamo megyében. Lakosainak száma 554 fő (2023. január 1.). Lenna Moio de’ Calvi, Dossena, San Giovanni Bianco, Valnegra, Camerata Cornello, Piazza Brembana és Roncobello községekkel határos.

## Népesség
A település lakossága az elmúlt években az alábbi módon változott:
| Lakosok száma | 601  | 592  | 554  |
|               | 2017 | 2018 | 2023 |